# 한소라
《한소라》는 《디지몬 어드벤처》에 등장하는 히로인으로, 원판 이름은 타케노우치 소라(武之內空) 

## 프로필
목소리 연기: 故 미즈타니 유코(1964 ~ 2016), 미모리 스즈코(tri, 라스트 에볼루션 인연), 시라이시 료코(:) / 차명화, 여민정(무인 극장판, 우리들의 워 게임!, 디지몬 허리케인 상륙! 초절진화! 황금의 디지멘탈, 디아블로몬의 역습), 김채하(라스트 에볼루션 인연), 권다예(:) / 콜린 오쇼너시
색깔: ■ 빨강
이 이야기의 히로인으로, 여의초등학교 5학년으로 1988년생. 11살. 트라이에서는 17살. 친구 디지몬은 피요몬으로 사랑의 문장의 소유자. 이미지는 하늘.
태일이와 함께 축구부 소속으로 친구사이. 태일이 여자친구. 괄괄하지만 타인을 생각하는 상냥한 마음을 갖고 있어 모두의 누나같은 존재다. 책임감과 희생 정신이 투철하여 어려운 일도 꿋꿋하게 참고 하는 일이 많다. 한마디로 외유내강한 성품의 소유자. 현실세계에서 가지고 온 물건은 여행용 구급약이었다.
선택받은 아이들을 다독이고 챙기는 역할을 도맡아한다.
전통있고 보수적인 가문에서 태어났지만 또래 여자아이와는 반대로 사내들이 즐겨하는 축구를 좋아해서 그것을 탐탁치 않게 여긴 어머니와는 잦은 갈등을 빚은 바 있다. 하지만, 디지털 월드에서의 사건들로 어머니의 사랑을 깨닫게 되고 자신의 문장인 사랑의 문장이 각성하여 피요몬을 완전체 가루다몬으로 진화시켰다.
자신의 문장에 대해 진지하게 의문을 가진 캐릭터.
적 디지몬에게 붙잡히거나 납치되는 등, 꽤나 히로인 적인 면모를 보여준다.
일본에서 개봉한 첫 번째 극장판과 비교해서 TV판의 성우가 바뀌었다.